# Pumi
A pumi[Nota] é uma raça canina originária da Hungria. Desenvolvido no século XVIII, este cão é descendente doo puli e de uma raça franco-germana terrier. Pouco popular fora de sua terra natal, foi mencionado como pertencente a uma raça em 1815, sendo então reconhecido individualmente na década de 1920. Desenvolvido inicialmente para conduzir o gado, é tido como um cão espirituoso e cheio de energia, descrito ainda como incapaz de manter-se quieto. Tais qualidades o tornam um animal de guarda, cujo desempenho é satisfatório, além de ser ainda um bom rateiro (caçador de ratos). Adaptável, é capaz de viver nas zonas urbana e rural, embora não seja indicado para viver em espaços muito pequenos, como apartamentos. Fisicamente, pode chegar a pesar 15 kg e medir 48 cm. De aparência dita rústica, necessita de bastante atividade física.